# Condrita ordinària

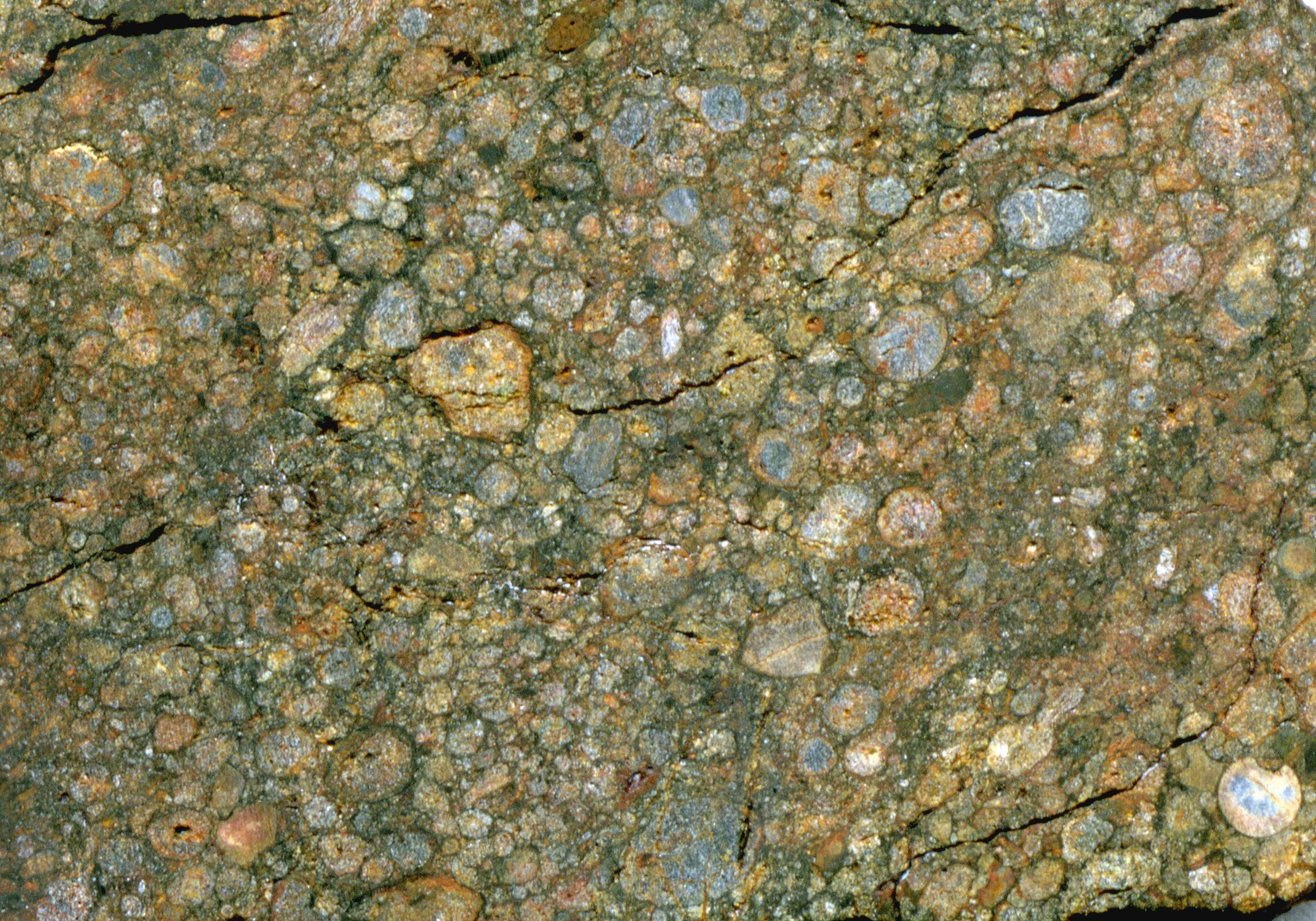
Condrita ordinària NWA 3189

Les condrites ordinàries, també anomenades condrites O, són una classe de condrites. Són, de lluny, el grup més nombrós de meteorits i constitueixen al voltant el 87% de totes les troballes, fet pel qual són anomenats "ordinaris". Es creu que les condrites ordinàries es van originar a partir de tres asteroides progenitors, amb els fragments que formen els grups de condrita H, condrita L i condrita LL respectivament.

## Origen
Un probable cos parental de les condrites H (que comprèn al voltant del 46% de les condrites ordinàries) és de (6) Hebe, però el seu espectre és diferent probablement a causa d'un component de massa fosa d'impacte metàl·lic.
És probable que les condrites ordinàries comprenguin una mostra detallada d'uns quants asteroides que han enviat molts fragments cap a la Terra en el moment actual de la història del sistema solar. D'altra banda, a les observacions fetes a (243) Ida per la nau espacial Galileo es va trobar que el desgast de la superfície d'Ida, i els espectres de reflexió de parts recentment exposades de la superfície s'assemblaven als meteorits OC, mentre que les regions més antigues coincidien amb els espectres d'asteroides de tipus S.

## Composició química
Les condrites ordinàries comprenen tres agrupacions, mineralment i químicament diferents. Difereixen en la quantitat de ferro total, de ferro metàl·lic i òxid de ferro en els silicats:
- Les condrites H tenen la major quantitat de ferro, metall alt, però menor òxid de ferro (Fa) en els silicats;
- Les condrites L tenen una menor quantitat de ferro, metall inferior, però major òxid de ferro (Fa) en els silicats;
- Les condrites LL tenen una baixa quantitat de ferro i un metall baix, però tenen el contingut més alt d'òxid de ferro (Fa) en els silicats.